# جائزة ألمانيا الكبرى 1974
جائزة ألمانيا الكبرى 1974 هو سباق فورمولا 1 أقيم بتاريخ 4 أغسطس 1974 في حلبة نوربورغرينغ، ألمانيا الغربية. كان الحادي عشر من أصل 15 في بطولة العالم لسباقات الفورمولا واحد موسم 1974. حلّ السويسري كلاي ريجاتسوني أولا بينما جاء الجنوب أفريقي جودي شيكتر في المركز الثاني وحصل على المركز الثالث الأرجنتيني كارلوس ريوتيمان.